# 岩国電気軌道
岩国電気軌道（いわくにでんききどう）は、かつて山口県岩国市に存在した軌道線の運営会社である。後に電気事業も兼営した。岩国出身の藤岡市助により設立され、社長に就任した市助の指導のもとで敷設された。その後、岩国電気・中外電気と軌道線の経営母体は変わり、最後は山口県直営となった。広島電鉄・呉市電よりも早い開業で、中国地方においては最初となる路面電車にもなった。
岩国市街と国鉄山陽本線岩国駅との間の距離が離れていたことから敷設されたものだが、1929年（昭和4年）に国鉄岩徳線麻里布駅（岩国駅を改称、現・岩国駅） - 岩国駅（現・西岩国駅）間が開業すると、並行路線となるため補償を受け廃線となった。
現在岩国市交通局では、岩国電気軌道の電車を模したバスの「いちすけ号」を観光客向けに運行している。ルートも概ね岩国電気軌道のそれに沿っている。

## 路線データ
廃線時
- 路線距離：新町 - 港間5.7 km
- 軌間：1067mm
- 複線区間：なし（全線単線）
- 電化区間：全線直流600V
- 軌道の形態：全線専用軌道。ただし、八幡 - 岩国の間は道路に沿っていた[3]。

## 運行概要
1923年（大正12年）7月改正時
- 運行本数：6 - 23時台に12 - 24分間隔
- 所要時間：全区間

1925年（大正14年）当時
- 始発：岩国→新町6:06、新町→港5:30、港→新町5:59
- 最終：岩国→新町0:30、新町→港23:20、港→新町23:47
- 運行本数：12 - 24分毎
- 所要時間：新町 - 岩国：概ね30分前後

## 沿革
- 1907年（明治40年）8月5日 岩国電気軌道株式会社を資本金10万円で設立[5][6]
- 1909年（明治42年）2月2日 岩国駅 - 新町間開業[7]
- 1910年（明治43年）3月21日 電燈電気事業開始[8]（岩国発電所、火力、出力110kW）[9]
- 1912年（明治45年）2月21日 岩国駅 - 港間開業[10][11]
- 1912年（大正元年）10月 芸備電気より広島県佐伯郡大竹町の電気事業譲受[12]
- 1920年（大正9年）5月25日 小瀬川電気[注釈 2]に吸収合併。名称を岩国電気株式会社と改称[5][15]
- 1921年（大正10年）
  - 1月1日 前年8月の小瀬川水力発電所の竣工に伴う供給電力容量の増加により、運行本数を1日あたり36本程度から52本程度に増便[4]
  - 7月16日 岩国電気、柳井の中外電気株式会社に統合[5][16]。名称は中外電気としたが、本社は岩国に置いた[5][17]
- 1924年（大正13年）2月29日 山口県営となる[18][19]。岩国に岩国電気出張所を置く[10][20]
- 1928年（昭和3年）12月20日 山口県より県営岩国電気軌道の営業廃止許可の申請が提出される[21]
- 1929年（昭和4年）4月5日 岩徳線（後の岩徳東線）の部分開通に伴い補償を受け廃止[22]
- 1931年（昭和6年）4月13日 山口県による、旧電車道（軌道敷等）を自動車道路とする工事が竣工[23]

## 停留所一覧
1923年（大正12年）7月当時
港 - 岩国 - 今津 - 八幡 - 新小路 - 錦見 - 新町

### 停留所所在地
前川 (1982) による
港
現在の岩国市立石町内（立石大明神（正式には竪石大明神）近く、水路を隔てた反対側）
現在市販されている地図との比較により、水路は、現在の麻里府川の一部分であると思われる。
前川 (1982) の12ページには、港停留所付近の線路配線図が掲載されている。
岩国
現在のJR岩国駅西口側
今津
現在の今津四丁目
今津川に架かる橋の北側、当時の今津の建物密集地表示を抜けた場所に停留所の存在が記載されている。橋が現在の寿橋と同一かどうかは不明（橋名記載なし）
現在のバス停の場所と比較すると恐らくは「往還橋」と推測する。
八幡
現在の今津町六丁目、白崎八幡宮下
白崎八幡宮（現在は岩国市今津町六丁目12）の東方、建立されている山を回りこんだ位置に停留所の存在が記載されている
新小路
現在の西岩国駅付近
当時の山陽道（国道2号の前身）と交差する地点に停留所の存在が記載されている。（標高4.68mと記載された水準点と、新小路（現在の錦見五丁目から錦見四丁目にかけての路地）の町並みに入る地点の間の区間）
錦見
開業時期不明
現在の岩国市営バス森木口バス停留所付近
当時の岩国町役場の北東方向の地点に停留所の存在が記載されている（路線が北方向に“へ”の字型に敷設されている、頂点部より東寄り）
新町
現在の岩国二丁目
大名小路（現在の錦帯橋通り、通りの新町付近は現在の岩国二丁目、および岩国三丁目との境界地域に含まれる）の錦帯橋方面に向かって右側付近まで、軌道の存在を示す線が描かれている。停留所の存在表示は無し

### 各停留所の施設・設備
停留所を示す標識等は設置されていなかったが、錦見停留所には、約7.4m²（1坪半程度） の待合所が設置されていた。
新町停留所には、電車乗降場以外に以下の施設・設備が存在したとされる。
- 本社
- 技術課
- 電工詰所
- 鍛冶工場
- 車庫・修理工場
- 倉庫
- 停車場売店
- 貨物荷物積み下ろし場

前川 (1982) の13ページには、新町停留所の施設・設備および線路配線を記した図面が掲載されている。

## 接続路線
- 岩国駅：国鉄山陽本線

## 列車交換設備
全線単線のため、列車交換設備が以下の場所に設置されていた。
- 岩国駅前
- 大開の掛土
- 八幡下
- 火力発電所（当時の岩国町錦見千立、現在の山口県道15号岩国玖珂線の切通し区間の錦見側）の西

岩国駅前以外の列車交換設備は、頻繁運行を行う時に使用。使用していた分岐器の一部は、発条転轍器であった。

## 輸送・収支実績
| 年度 | 輸送人員（人） | 貨物量（トン） | 営業収入（円） | 営業費（円） | 営業益金（円） | その他益金（円）       | その他損金（円）           | 支払利子（円） |
| ---- | -------------- | -------------- | -------------- | ------------ | -------------- | ---------------------- | -------------------------- | -------------- |
| 1909 | 191,906        | 1,095          | 17,257         | 13,766       | 3,491          |                        |                            |                |
| 1910 | 202,174        | 977            | 19,455         | 20,967       | ▲ 1,512        | 10,407                 | 1,867                      |                |
| 1911 | 201,734        | 1,237          | 17,712         | 24,184       | ▲ 6,472        | 16,800                 | 3,646                      |                |
| 1912 | 219,539        | 1,627          | 22,379         | 23,666       | ▲ 1,287        | 電燈電力19,632         | 11,012                     |                |
| 1913 | 276,052        | 13,680         | 25,874         | 20,451       | 5,423          | 電燈電力22,815         | 電燈電力18,274             |                |
| 1914 | 303,988        | 14,652         | 25,255         | 14,309       | 10,946         | 電気供給25,388 利子297 | 電気供給21,563             | 7,072          |
| 1915 | 304,858        | 10,841         | 24,892         | 19,586       | 5,306          | 電気供給29,620 利子228 | 電気供給21,673             | 3,394          |
| 1916 | 334,254        | 4,578          | 27,638         | 29,525       | ▲ 1,887        | 39,639                 | 22,903                     | 2,612          |
| 1917 | 413,602        | 5,586          | 34,281         | 23,682       | 10,599         | 電気供給53,362         | 32,130                     | 5,698          |
| 1918 | 465,176        | 7,309          | 40,693         | 39,926       | 767            | 72,399                 | 54,766                     | 5,892          |
| 1919 | 566,480        | 7,814          | 51,455         | 54,524       | ▲ 3,069        | 94,675                 | 65,935                     | 5,205          |
| 1920 | 621,499        | 6,950          | 68,763         | 62,947       | 5,816          | 145,344                | 78,830                     | 5,538          |
| 1921 | 665,020        | 3,598          | 75,747         | 73,450       | 2,297          |                        |                            |                |
| 1922 | 714,359        | 3,739          | 78,546         | 76,286       | 2,260          |                        |                            |                |
| 1923 | 713,441        | 3,070          | 77,781         | 74,994       | 2,787          | 1,100,157              | 他事業499,785 償却金56,000 |                |
| 1924 | 774,212        | 3,297          | 76,183         | 38,668       | 37,515         | 3,925,659              | 1,311,269                  |                |
| 1925 | 824,796        | 3,585          | 80,074         | 41,224       | 38,850         | 4,553,716              | 1,512,140                  |                |
| 1926 | 1,018,102      | 3,238          | 93,338         | 41,178       | 52,160         | 3,088,742              | 償却金829,151              | 2,262,550      |
| 1927 | 876,307        | 2,535          | 70,012         | 41,599       | 28,413         | 3,098,322              |                            |                |
| 1928 | 831,295        | 2,295          | 65,140         | 28,258       | 36,882         | 電燈電力3,978,303      |                            |                |

- 鉄道院年報、鉄道院鉄道統計資料、鉄道省鉄道統計資料、鉄道統計資料各年度版

## 在籍車両
1909年度に電動客車1-3、付随客車4-5、貨車4両。1911年度に電動客車6、1921年度に電動客車7-9を増備。

### 電動客車
1-3
定員32名、連結運転が可能。最大長25呎、台車はブリル21E、電動機は2個
6
定員32名、連結運転が可能
7-9
定員28名、連結運転は不能。京都電灯越前線より1922年1月に廃車された6、9、10の車体と11、12の台車を譲り受けた

### 付随客車
4-5
定員32名、最大長25呎、台車はブリル21E

### 貨車
電動客車に連結して使用
有蓋車
2両、最大長18呎、積載量5t、手用制動機
主に義済堂で生産した反物などを輸送
無蓋車
2両、最大長18呎、積載量5t、手用制動機
主に火力発電所への石炭輸送

### 車両数の変遷
| 年度      | 客車 | 客車 | 貨車 | 貨車 |
| 年度      | 電動 | 付随 | 有蓋 | 無蓋 |
| --------- | ---- | ---- | ---- | ---- |
| 1909-1910 | 3    | 2    | 2    | 2    |
| 1911-1913 | 4    | 2    | 2    | 2    |
| 1914-1920 | 6    | 6    | 2    | 2    |
| 1921-1926 | 9    | 9    | 2    | 2    |
| 1927-1928 | 7    | 2    | 2    | 2    |

- 鉄道院年報、鉄道院鉄道統計資料、鉄道省鉄道統計資料、鉄道統計資料各年度版